# Davor Benčić
Davor Benčić (Split, 15. rujna 2002.) bio je nogometaš RNK Split. 
 Igrao je napadača tijekom 50-ih godina 20. stoljeća.
U Splitovoj prvoj prvoligaškoj sezoni 1957/58. odigrao je 14 utakmica i postigao 4 gola.